# Ylivieska
Ylivieska – miasto i gmina w Finlandii, w regionie Pohjois-Pohjanmaa. Powierzchnia wynosi 573,12 km², z czego 4,56 km² stanowi  woda. Populacja wynosi 14 953 osób (2014). Znajduje się około 130 km od Oulu i pełni rolę handlowego centrum południowej części Pohjois-Pohjanmaa.
Przez Ylivieskę przepływa rzeka Kalajoki.
W mieście znajduje się stacja kolejowa Ylivieska na pohjanmaan rata – linii łączącej Oulu z Seinäjoki.
Z Ylivieski pochodził czwarty prezydent Finlandii – Kyösti Kallio.

## Sąsiadujące gminy
- Alavieska
- Haapavesi
- Kalajoki
- Nivala
- Oulainen
- Sievi